# 新免純武
新免 純武（しんめん すみたけ、1889年10月23日 - 1967年9月8日）は日本の柔道家（講道館9段）、レスリング選手。
文献によっては新免 伊助とも。
古流柔術を経て講道館に学び鹿児島県や島根県を中心に後進の柔道指導を行ったほか、自身も戦前の全日本選士権等で活躍。アムステルダム五輪にはレスリングの日本代表として出場した。

## 人物

### 経歴
| 段位 | 年月日（年齢）         |
| ---- | ---------------------- |
| 入門 | 1907年5月12日（17歳）  |
| 初段 | 1908年8月15日（18歳）  |
| 2段  | 1910年4月18日（20歳）  |
| 3段  | 1911年10月23日（22歳） |
| 4段  | 1915年5月23日（25歳）  |
| 5段  | 1919年11月7日（30歳）  |
| 6段  | 1928年2月5日（38歳）   |
| 7段  | 1936年2月22日（46歳）  |
| 8段  | 1946年5月4日（56歳）   |
| 9段  | 1958年11月17日（69歳） |

福岡県福岡市出身。双水執流の家元である福岡市の隻流館で古流柔術を学び、中学生時代に17歳で上京して1907年5月付で講道館に入門。講道館の名物男で神田の錦城中学校（現・錦城学園高校）に通う徳三宝2段の推薦で1908年に同校の4年生に編入学し、1910年4月に2段位を取得した。徳は新免の入学と同時に錦城中学を卒業して柔道教師を任ぜられ、2歳しか違わない徳と新免は柔道部の師弟でありながら友人でもあり、新免は終に「徳先生」とは呼べずに「徳さん」で通し、また徳も特段気に掛けなかったという。明治末期といえば2段位でも警察や学校の柔道教師が立派に務まった時代で、新免自身も日本橋に道場を開設したほか、孫文が興した支那革命軍士官学校の柔道教官も務めた。
1911年10月に3段となった新免は、同郷の出身で同じ神田の中学校に通い、同時に3段に昇段した東京中学の藤嘉三郎を強引に錦城中学の5年生に編入させて柔道部を補強。新免は後に「師範に天下の大器・徳三宝をいただき、生徒に藤3段と自分が控え、天下無敵の錦中黄金時代を築いた」と述懐している。この頃には近隣の日本大、明治大、中央大の柔道部員が、身長161cm・体重57kgと小柄な新免にまるで歯が立たず、界隈では瞬く間に評判になった。
その後、徳の講道館破門および東京追放に伴い新免は入れ替わりで錦城中学校の柔道教師に着任し、同時に大成中学でも柔道を指導した。
1915年に明治大学法学部を卒業。同年5月に4段に列せられてから鹿児島県へ赴任し、鹿児島第七高校造士館の助教授（のち教授）、県立加治木中学校（現・県立加治木高校）、大日本武徳会鹿児島支部教師、市立商業学校（現・市立鹿児島商業高校）、鹿児島師範学校、県巡査教習所を掛け持ちで指導に当たり、鹿児島県での柔道振興に尽力した。
1919年11月に5段に昇段し翌1920年5月には“柔道教士”の称号を拝受。1922年に鹿児島第七高校造士館を辞して1926年から米国で2年、その後欧州各国を1年間巡遊し“Judoka Shinmen”として柔道の普及活動を行い、この間には自身もレスリングの研究に打ち込んで1928年のアムステルダム五輪には日本代表として出場した。結果はフリースタイルライト級1回戦敗退。
1928年2月に6段となり、1930年に島根県松江市へ移ってからは旧制松江高校教授、松江憲兵隊や大日本武徳会島根支部で柔道教師を務めた。その後1934年より1949年まで島根県柔道有段者会の会長、49年から1952年までの3年間は新組織となったばかりの中国柔道連盟にて会長職や全日本柔道連盟の理事・評議員を歴任し、中国地方の重鎮として名を馳せた。
順当に昇段も重ね、1936年2月7段、戦後間もない1946年5月に8段、1958年11月には9段位を授与。
若い頃に師事した三船久蔵と徳三宝を生涯の師と仰ぎ柔道一筋に生き抜いた新免は、1967年にその生涯を閉じている。

### 戦績
前述の通り身長161cmの小躯ながら、内股や体落、大外刈、膝車のほか、芸術と言われた巴投と寝てからの絞技を得意とした。巴投については、相手の後方へ大きく深く踏み込み瞬時に投げ飛ばす新免独特の技術で、教本では「自分の体が地面に付いているのに相手が空中に丸くなっている様では本当の巴投ではない」と断言して自身の巴投を“トコロテン式巴投げ”と称した。また、技を掛け損じた時に寝業へ移行する事を考慮し、名人芸と絶賛された絞技、とりわけ送襟絞を研究し磨き上げた。
全国規模の大会が殆ど無かった時代であるが、1914年5月の武徳祭で武専教授の福島清三郎と試合を行い、福島が跳腰を掛け損じて両手を付いた所を背後からの送襟絞で破り、翌15年10月に磯貝一7段率いる武専学生が武徳会鹿児島支部大会へ遠征して来た時には同校教授の田畑昇太郎5段と模範試合を行い、巴投で技有を取ってそのまま送襟絞で一本に取っている。
この他、新免の4段位当時、豪力で鳴らした体重約130kgの大野秋太郎6段を巴投で宙に舞わせたり、講道館紅白試合では1911年5月の天野品市戦や1915年5月の岡部平太戦、1920年10月の明治神宮大会にて稲葉太郎と好試合を演じた記録が残る。
1934年11月の全日本選士権では専門成年後期の部に出場すると、決勝戦で安芸清利7段と接戦を演じて優劣付け難く、引き分けの優勝預り扱いとなった。
このように体格差をものともしなかった新免は、1964年の東京五輪で神永昭夫がオランダの巨人アントン・ヘーシンクに敗れた時には「彼を負かすには巴投と送襟絞しかない」と強調していた。
また、1931年にドイツのレスリングジムで柔道指導を行っていた新免の元へ当地のボクサーが道場破りに現れ、これを返り討ちにした記録が講道館の機関誌『作興』の8巻9号に掲載されている。時は10月28日、場所はハンブルクのスポーツクラブ・ジャーマニアであった。新免の表現によれば「体格頑強、体重210パウンド（約95kg）にして鼻柱は砕け、耳は菊茸の如く」という、いかにも百戦錬磨の風貌であったという。
あまり気が進まずも道場生の手前この挑戦を受けた新免はまず足払を仕掛け、ひるむ相手の睾丸を掴み上げ、これにはボクサーもたまらず悲鳴を上げながら逃げ去った。この滑稽な有様に周囲一同笑いに包まれたという。
懲りずにボクサーが再び現れた際には、自身の頭を漆喰壁に4,5回打ち付けた上で「柔道家は頭部を常に鍛錬している」と述べ「貴様の前頭部は木端微塵に打ち砕く事ができる」と脅すと、ボクサーは敵対心を捨て終に新免の指導に従ったという。